# Новочеркасский трамвай
Новочерка́сский трамвай — трамвайная система Новочеркасска, открытая 22 января 1954 года. Энергоснабжение осуществляют 4 подстанции. Обслуживается одним депо. Ширина колеи — 1524 мм.

## История

### Предыстория (1904—1954)
Предыстория Новочеркасского городского транспорта начиналась ещё в 1904—1905 годах, тогда велись переговоры с Бельгийским трамвайным обществом о строительстве в Новочеркасске трамвая. Ведь в соседнем Ростове этот вид транспорта действовал с 1901 года, а Новочеркасск, бывший в ту пору столицей Области Войска Донского, никакого общественного транспорта не имел. Но осуществлению планов помешала русско-японская война.
В январе 1914 года С-Петербургская акционерная компания предложила Новочеркасской думе начать строительство трамвая на условиях концессии и в 1915 году составила его проект. Основная линия должна была соединить вокзал с кадетским корпусом и пройти по Крещенскому (Красному) спуску, Соборной площади, Ермаковскому проспекту, Троицкой площади и Троицкому (Баклановскому) проспектам. Предусматривались небольшие ответвления: от Ермаковского проспекта по улице Прибылянской (Маяковского) до улицы Песчаной (Грекова) и от Троицкого проспекта по улице Сенной (Крылова) до Константиновской церкви. Маршруты второй очереди планировались от собора по Платовскому проспекту до Азовского базара, а также от Троицкого проспекта по Сенному переулку (пер. Галины Петровой), далее по улицам Троицкой и Базарной (Б.Хмельницкого) до улицы Кавказской. Линия третьей очереди должна была пройти по центральной улице города — Московской, на всем её протяжении от Троицкой площади до Платовского проспекта. Трамвайные линии предполагались узкоколейными (ширина колеи 1000 мм) и одноколейными, с разъездами, вагоны — с двумя постами управления (таким вагонам не нужно было разворотное кольцо). Как и в предыдущий раз реализации проекта вновь помешала война, на этот раз I мировая, а затем потрясения 1917 года.
В конце 1918 года Новочеркасск становится столицей молодой Белой Донской казачьей республики. Вскоре вновь возникают проектные предложения по строительству трамвая. Предлагается построить кольцевую линию: Собор — Платовский пр-т — Михайловская ул. — Кадетская пл. (ныне пл. Чапаева) — Кадетская ул. (ныне Кривошлыкова) — Баклановский пр-т — Троицкая пл. — Ермаковский пр-т — Собор. Общая длина линии первой очереди 10 верст, путь одноколейный, с разъездами. От основной линии предполагались ответвления. За строительством первой очереди должно было последовать строительство второй и третьей с перспективой охватить трамвайным движением не только весь город, но и ближайшие пригороды. Однако дальнейшее развитие событий гражданской войны не дало возможности приступить к строительству трамвая в Новочеркасске.
Вновь заговорили о трамвае лишь в середине 1930-х годов. Вопрос о его строительстве был положительно решён в 1934 году. Предложенный проект в корне отличался от всех дореволюционных. Теперь линия должна была соединить железнодорожный вокзал со строившимся в ещё только зарождающемся Промышленном районе гигантом индустрии — Новочеркасским паровозостроительным заводом имени Будённого. Строительство началось в 1939 году. Первую линию предполагалось проложить от вокзала по Красному спуску, Путиловскому переулку, площади Лассаля (ныне площади Павлова), далее по проспекту Коминтерна (Ермака), мимо собора, по Подтелковскому (Платовскому) проспекту, Пушкинской улице, через площадь Труда (площадь Левски), затем по улицам Ленгника, Щорса, переулку Криничному, улице Добролюбова, спуску Герцена, мосту через Тузлов и далее по шоссе к заводу имени Буденного. При этом предполагалось, что в 1939 году трамвайная линия будет пущена в виде двух автономных участков, с разрывом в районе моста через реку Тузлов и пересечения с железной дорогой (этот участок пассажиры должны были переходить пешком и далее пересаживаться в другой вагон). Причиной такого решения была необходимость построить капитальную дамбу, мост через пойму реки Тузлов и путепровод над железной дорогой. Ранее имевшийся деревянный мост (постройки 1890 года) никак не мог быть приспособлен для движения трамвайных вагонов, и его необходимо было заменить на бетонный. Завершение строительства моста намечалось на 1940 год, после чего трамвайная линия должна была заработать в проектном варианте. Вторая ветка трамвая намечалась от Пушкинской улицы по улице Энгельса, далее по улицам Первомайской и Зеленой (26 Бакинских комиссаров) в район рощи «Красная весна», вблизи которой планировалось строительство трамвайного парка. После завершения строительства двух первых линий трамвая предполагалось в дальнейшем проложить еще три ветки. Первая из них — от собора по проспекту Коминтерна (Ермака), затем по улицам Прибылянской (Маяковского), Фрунзе, Будённовской до улицы Ленгника, то есть до соединения с линией первой очереди. Вторая — по Подтелковскому (Платовскому) проспекту от Пушкинской улицы до Азовского рынка, далее по Пролетарскому проспекту (Михайловской улице) до соединения с трамвайной линией, идущей в сторону депо. Третья — от Азовского рынка по улице Рабочей (Богдана Хмельницкого) до Цыкуновки.
С самого начала «трамвайная» стройка шла со всевозможными задержками и с постоянной сменой подрядчиков, поэтому летом план ввода в эксплуатацию трамвая был пересмотрен. Было намечено открыть движение к концу года только на коротком участке протяженностью 3,4 км — от вокзала до площади Труда. Но и этому не суждено было сбыться. По просьбе рабочих паровозостроительного завода в сентябре 1939 года первоочередным был назван другой участок — от завода имени Буденного до въезда в центр города со стороны Хотунка. Работы на этой трассе решено было закончить к 1 мая 1940 года. В связи с этим строительство линии в центре города и к вокзалу было заморожено. Однако и строительство линии к паровозостроительному заводу держалось только на энтузиазме рабочих и студентов, а с поздней осени до весны и вовсе было остановлено. В 1939 году не было уложено ни одного километра рельсового пути, велись только земляные работы. В частности, строилась дамба для нового моста через реку Тузлов. Тем более примечателен тот факт, что в сентябре 1939 года в город поступил первый трамвайный вагон марки «Х». Весной 1940 года строительство трамвая было возобновлено, однако из-за постоянной нехватки материалов и оборудования работы осуществлялись по-прежнему крайне медленно. Только в конце 1940 года были уложены первые несколько десятков метров рельсового пути на проспекте Коминтерна (Ермака) — южнее собора. Завершение работ было перенесено на 1941 год. Планировалось пустить два маршрута — от вокзала до завода имени Буденного (11 поездов) и от вокзала до еще не построенного трамвайного парка (5 поездов).
К началу войны было построено всего 4 км одиночного пути и велось строительство тяговой подстанции. Возможно, если бы силы строителей не распылялись на два участка — городской и загородный (завод имени Буденного — Хотунок), то до войны трамвай в городе мог быть действительно пущен — хотя бы в центре, где вводить его в эксплуатацию можно было поэтапно, на небольших участках. Загородный же участок был значительно длиннее городского. Новочеркасский паровозостроительный (ныне электровозостроительный) завод располагался далеко за тогдашним городом, территория между ним и ближайшим пригородным поселком Хотунок была не застроена и представляла собой обыкновенную степь, и, следовательно, пусковым здесь мог бы быть только весь участок от завода имени Буденного до Хотунка, а это более пяти километров в один конец. Существенным препятствием для пуска трамвая оставалась и необходимость завершения дорогостоящего строительства нового моста через реку Тузлов между Хотунком и центром города. Эти работы к началу Великой Отечественной войны также не были завершены. Уложенные рельсы, а также опоры контактной сети были демонтированы в 1944 г. и переданы на восстановление трамвая г. Ростова-на-Дону, судьба вагона «Х» не известна.
Вновь вернулись к трамвайному вопросу только в 1950 году. 15 января этого года было подписано распоряжение Совета Министров СССР о строительстве в Новочеркасске трамвая. Новым проектом также предусматривалось связать вокзал с заводом им. Будённого (ныне НЭВЗ). Но теперь трасса проходила по другим улицам города. Работы на трассе трамвая начались в августе того же года, а уже летом 1951 года планировалось открыть движение по всему маршруту. Увы — как и в предыдущий раз, стройка проходила крайне медленно. Бюро горкома ВКП(б) и исполком горсовета неоднократно обсуждали этот вопрос и обязывали руководителей предприятий и организаций города оказывать всемерную помощь стройке, проводить разъяснительную работу с тем, чтобы каждый трудящийся добровольно отработал по 20 часов на строительстве трамвая. Но и это не помогало.
В начале 1951 года были пересмотрены сроки ввода линии в эксплуатацию. Теперь уже планировалось ввести в 1951 году в строй только линию от завода имени Буденного до центра города, без захода к вокзалу и к Азовскому рынку. Для строившегося участка был даже придуман особый термин: «первый радиус первой очереди». Временное разворотное кольцо в центре города решено было построить по улице Энгельса, Сенному переулку (переулку Галины Петровой), улицам Революции (Троицкой) и Пушкинской. Однако и теперь за весь год было уложено только около двух километров пути. Строительство депо также шло очень медленно. К этому времени был, впрочем, построен — с использованием труда пленных немцев — новый мост через реку Тузлов, одновременно являвшийся и путепроводом над магистральной железной дорогой. Теперь трамвай уже мог без проблем пересечь этот наиболее сложный участок трассы. Однако очередной срок пуска — 1 ноября 1952 года — также был сорван. Лишь в 1953 году наметился прогресс с многострадальным долгостроем. В сентябре в Новочеркасск прибыл первый трамвайный поезд КТМ-1 — КТП-1 производства Усть-Катавского вагоностроительного завода, а через некоторое время в город был доставлен второй такой же поезд. 1 ноября состоялась обкатка вагонов на всей первой линии от завода имени Буденного до центра города. В дальнейшем прибыло еще несколько трамвайных поездов.

### История (с 1954 года)
- 22 января 1954 года — открыто трамвайное движение по линии Ул. Пушкинская — Завод им. Буденного(ныне НЭВЗ).
- 1955 год — в городе работают два маршрута:№ 1 Ул. Пушкинская — Завод им. Буденного и № 2 Ул. Пушкинская — Трампарк.
- 18 августа 1956 года — трамваи второго маршрута, после прокладки линии по ул. Орджоникидзе, пошли в центр города до конечной на ул. Свердлова.
- июнь 1957 года — маршрут № 1 продлен до ул. Свердлова.
- ноябрь 1960 года — сдана в эксплуатацию линия от разъезда в Новоселовке до ул. Котовского, проходящая мимо 17-го завода(ныне НЗСП).Открыт маршрут № 3 Ул. Свердлова — Пос. Октябрьский.
- 1964 год — линия третьего маршрута продолжена до ул. Чехова.
- 1969 год — Маршрут № 3 достроен до Соцгорода.
- 1 мая 1971 года — построен соединительный участок между конечными первого и третьего маршрутов, замкнулось трамвайное кольцо Промышленного района. Теперь трамваи маршрутов № 1 и 3 стали ходить навстречу друг другу. Открыт маршрут № 4 Трампарк — Ул. Беляева.
- 1974 год — введена в строй линия по пер. Г.Петровой и ул. Крылова. Сняты пути с улиц Ленгника, Энгельса и Пушкинской.
- 1996 год — маршрут № 4 закрыт.
- март 2004 года — открыт трамвайный маршрут «Кольцевой» (К). Трамвай ходит по нему утром Разъезд — НЭВЗ — Разъезд, а вечером Разъезд — НЗСП — Разъезд.
- осень 2006 года — в связи с ремонтом моста через железную дорогу на два месяца прекращено движение трамваев по маршрутам № 1,3,К.
- 27 декабря 2006 года — трамвайное движение на данном участке восстановлено, однако, маршрут № 1 был восстановлен только до ул. Беляева из-за того, что во время ремонта путепровода был украден контактный провод в пос. Октябрьском.
- 12 февраля 2007 года — полностью восстановлено движение трамваев по первому маршруту.
- декабрь 2007 года — на период ремонтных работ по замене пересечения трамвайных путей с подъездными железнодорожными путями в районе НЭВЗа открыт маршрут № 4,после окончания работ маршрут вновь был закрыт.
- Трамвай 71-605 в центральной части Новочеркасска (2010)2007 год — впервые за последнее десятилетие МУП «Горэлектротранспорт» произвело капитальный ремонт трамвайных путей.
- 2017—2020 — частичный ремонт трамвайных путей на маршрутах № 1,2,3. В трамвайный парк поступили новые трамваи модели 71-407-01
- 26 ноября 2018 года — движение по всем маршрутам временно закрыто из-за ремонта на маршруте № 2, обеспечивающем выдачу вагонов из трамвайного парка[1].
- 1 февраля 2019 года — движение трамваев возобновлено[1].
- 22 августа 2019 года — движение по всем маршрутам временно закрыто из-за массового ремонта путей[1].
- 27 декабря 2019 года — возобновлено движение по маршруту № 3 (по временной схеме Трамвайное депо — ООО «Эскорт»)[1].
- 20 января 2020 года — возобновлено движение по маршрутам № 1 (по временной схеме Трамвайное депо — ООО ПК «НЭВЗ» и «Кольцевой» (К[1]).
- 26 декабря 2020 года — возобновлено движение по маршрутам № 2 (Трамвайное депо — Ул. Генерала Лебедя.)
  - возобновлено движение по маршруту № 3 (Ул. Генерала Лебедя — ООО «Эскорт»)[1].
  - возобновлено движение по маршрутам № 1 (Ул. Генерала Лебедя — ООО ПК «НЭВЗ» и «Кольцевой» (К[1]).

## Подвижной состав
Пассажирские:
- 71-619К 1 из 1 действующий (203)
- 71-619А-01 Из 2 вагонов (211, 212) 1 действующий (211)
- 71-407 Из 4 вагонов (302, 304, 305, 306) 4 действующих (302, 304, 305, 306).

## Маршрутная сеть
- № 1. Ул. Генерала Лебедя — НЭВЗ — Ул. Генерала Лебедя.
- № 2. Трамвайное депо — Ул. Генерала Лебедя.
- № 3. Ул. Генерала Лебедя — НЗСП — Ул. Генерала Лебедя.
- № 4. Трамвайное депо — ул. Беляева (закрыт).
- б/н. Кольцевой:
Утро: Разъезд — НЭВЗ — Разъезд.
Вечер: Разъезд — НЗСП — Разъезд (закрыт).